# Hainrode (Südharz)

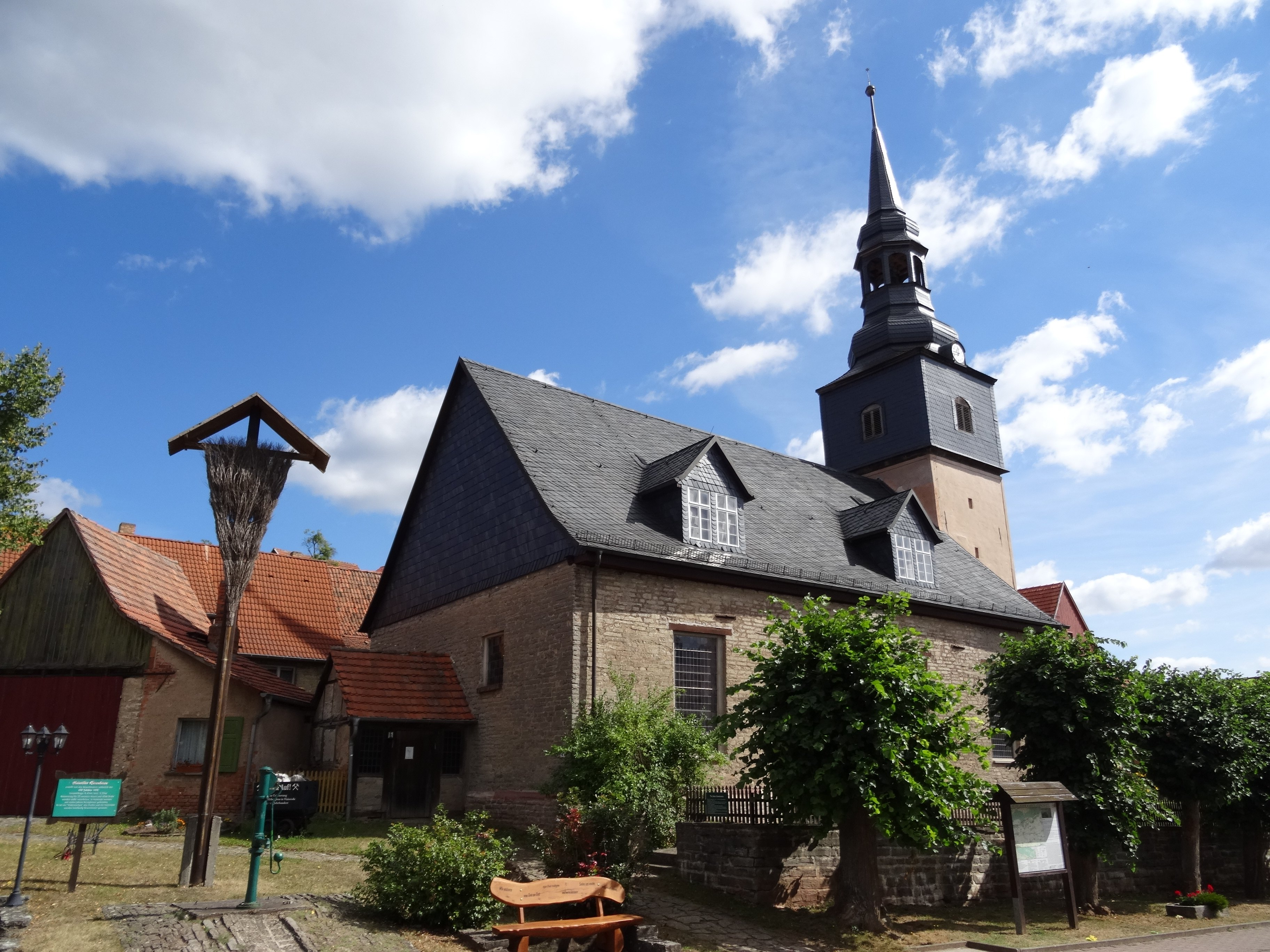
Kirche St. Bartholomäus in Hainrode

Hainrode ist ein Ortsteil der Gemeinde Südharz im Landkreis Mansfeld-Südharz in Sachsen-Anhalt.

## Geschichte
Hainrode wurde am 8. Januar 1349 erstmals urkundlich erwähnt. Damals belehnten die Grafen von Hohnstein die Brüder von me Rade mit dem hus zcu Questenberg met den dorfen Hattindorf, Swiederswende, Heygenrode, Weningen Linungen, Trebansdorf, Haczichendorf und Wickarterode.
Genau 16 Jahre lang, vom 1. April 1974 bis zum 31. März 1990, gehörte Hainrode zur Gemeinde Großleinungen.
Am 1. Januar 2010 schlossen sich die Gemeinden Hainrode, Bennungen, Breitenstein, Breitungen, Dietersdorf, Drebsdorf, Hayn (Harz), Kleinleinungen, Questenberg, Roßla, Rottleberode, Schwenda und Uftrungen zur neuen Gemeinde Südharz zusammen. Gleichzeitig wurde die Verwaltungsgemeinschaft Roßla-Südharz, zu der Hainrode gehörte, aufgelöst.

## Kirche
St. Bartholomäus (Hainrode)

## Söhne und Töchter der Gemeinde
- Johann Andreas Kranold (1732 oder 1735–1792), evangelischer Theologe
- Friedrich August Wolf (1759–1824), Altphilologe und Altertumswissenschaftler